# Ron Sexsmith
Ronald Eldon Sexsmith (Saint Catharines, 8 de gener de 1964) és un cantant i compositor canadenc. Va ser reconegut com a compositor de l'any als Premis Juno de 2005. Va començar a publicar enregistraments del seu propi material el 1985 als 21 anys, i des de llavors ha gravat disset àlbums. Va ser objecte d'un documental del 2010 anomenat Love Shines.

## Vida primerenca
Sexsmith va créixer a St. Catharines i va començar la seva pròpia banda quan tenia 14 anys.

## Carrera musical
Sexsmith tenia disset anys quan va començar a tocar en un bar, la Lion's Tavern, de la seva ciutat natal. Es va guanyar la reputació de "The One-Man Jukebox" per la seva aptitud a l'hora d'interpretar versions en directe. Tanmateix, a poc a poc va començar a incloure cançons originals i música més fosca, que no van arribar captira al seu públic de llavors. No tornaria a escriure noves cançons fins després del naixement del seu primer fill el 1985. Aquell mateix any, encara vivint a St. Catharines, va col·laborar en la gravació i el llançament d'un casset, Out of the Duff, amb un amic cantautor anomenat Claudio. La primera cara del casset contenia cinc cançons escrites i interpretades per Sexsmith; la segona cara va comptar amb Claudio.
Un any més tard, Sexsmith i la seva família es van traslladar a Toronto, vivint en un apartament al barri de The Beaches. Sexsmith va gravar i va publicar el casset de llarga durada There's a Way, que va ser produït per Kurt Swinghammer. Mentrestant, va treballar com a missatger i es va fer amic de Bob Wiseman, a qui va conèixer en un micro obert. Es van fer amics, i Wiseman va acceptar produir i organitzar el següent llançament de Sexsmith entre les seves gires amb la banda Blue Rodeo. A causa de l'atapeïda agenda de Wiseman, el treball en l'àlbum es va allargar durant diversos anys.
Després que l'àlbum Grand Opera Lane fos rebutjat per diversos segells canadencs, es va acabar publicant de manera independent el 1991. Grand Opera Lane va ser acreditat a "Ron Sexsmith and the Uncool"; la banda de suport que incloïa Don Kerr i Steve Charles, i també va comptar amb Sarah McElcheran (arranjaments de trompa) i Kim Ratcliffe a la guitarra elèctrica. L'atenció que va obtenir la cançó "Speaking with the Angel", va fer que Sexsmith obtingués un contracte que va portar al seu àlbum homònim el 1995. El disc va ser elogiat per Elvis Costello, per a qui Sexsmith va ser teloner més tard.

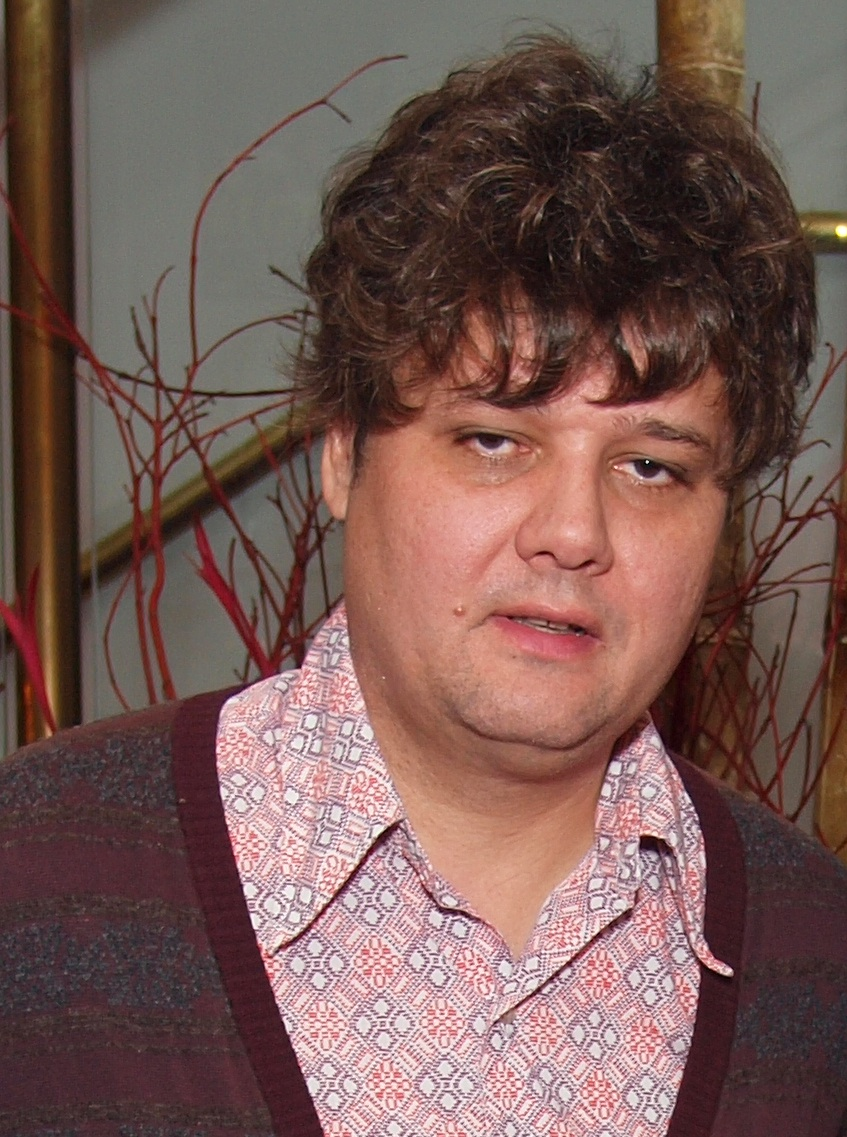
Sexsmith el novembre de 2010

Entre 1997 i 2001, Sexsmith va llançar tres àlbums més, i després Cobblestone Runway el 2002. Retriever, el seu següent disc, va ser un àlbum més orientat al pop i el dedicà a Elliott Smith i Johnny Cash. Sexsmith va actuar a la zona de Toronto promocionant aquests àlbums.
L'1 de maig de 2001, Sexsmith va interpretar "Just My Heart Talkin" al programa de la BBC Later... with Jools Holland, al costat de REM, Orbital, Índia. Arie i Clearlake. Holland el va recolzar al piano. Va ser la seva segona aparició al programa. Va començar a tenir un cert èxit de ràdio, especialment a la ràdio canadenca orientada als adults.
El 2002, Sexsmith va gravar una versió de "This Is Where I Belong", la cançó principal d'un àlbum tribut anomenat This Is Where I Belong – The Songs of Ray Davies and the Kinks, que incloïa contribucions de Damon Albarn, Bebel Gilberto, i Queens of the Stone Age, entre d'altres. El 2006, va actuar al Halifax Pop Explosion. El 2004, va actuar a la RuhrTriennale a la sèrie de concerts Century of Song presentada per Bill Frisell.
El 16 de juny de 2011, Sexsmith i la seva banda van interpretar la cançó de The Kinks "Misfits" amb Ray Davies al Meltdown Festival de Londres, Anglaterra. El mateix any, va guanyar el premi Juno de l'autor de l'any per "Whatever It Takes" i un premi indie canadenc. L'àlbum Long Player Late Bloomer va ser finalista per al Polaris Music Prize. El 14è àlbum de llarga durada de Sexsmith, Carousel One, es va publicar el març de 2015.
El 2017, Sexsmith va publicar la seva novel·la debut, Deer Life, a través de Dundurn Press. Va ser ben rebut i Publishers Weekly va escriure que la "novel·la té molt el mateix efecte que la seva música, transmetent incertesa amb cor i sentiment".

### Col·laboracions i versions
Sexsmith ha col·laborat amb molts artistes. El 2002, va cantar un duet amb Chris Martin de Coldplay a la cançó "Gold in Them Hills", que va aparèixer com a bonus track a l'àlbum Cobblestone Runway. Sexsmith va cantar a "An Elephant Insect", que apareix a l'àlbum de Shonen Knife de 2003 Heavy Songs. El 2005, va publicar una col·lecció de cançons gravades amb el bateria Don Kerr durant la producció de Retriever, anomenada Destination Unknown. També el 2005, Sexsmith va cantar a la cançó "Song No. 6" de la cantautora noruega Ane Brun, que va aparèixer al seu àlbum A Temporary Dive i de nou al seu àlbum Duets més tard el mateix any. El 2006, va interpretar un duet de "So Long Marianne" amb Leonard Cohen a Yorkville, Toronto. El 2014, va escriure i cantar un duet juntament amb la cantautora holandesa Marike Jager, la cançó "Don't you", que apareix al seu àlbum The Silent Song.
Les cançons de Sexsmith han estat interpretades i gravades per diversos músics coneguts, com ara Elvis Costello, Feist, Rod Stewart i Emmylou Harris. La seva cançó "Secret Heart" ha estat interpretada per Rod Stewart, Feist i Nick Lowe. Sexsmith va coescriure "Brandy Alexander" amb Feist; les versions apareixen a Exit Strategy of the Soul de Sexsmith i a l'àlbum The Reminder de Feist. Una versió de "Whatever It Takes" de Sexsmith va aparèixer a l'àlbum Crazy Love de Michael Bublé del 2009.
El 2004, la cantant i compositora canadenca k.d. lang va interpretar la cançó de Sexsmith "Fallen" al seu àlbum Hymns of the 49th Parallel.
El 2010, Sexsmith va aparèixer a "Liberace", una cançó de l'àlbum Vaudeville del raper canadenc D-Sisive. El 2012 la seva cançó "Gold in them Hills" es va incloure a l'àlbum Secret Symphony de Katie Melua, i "Right About Now" va ser interpretada per Mari Wilson a l'àlbum "Cover Stories".
El 2012, Sexsmith va aparèixer a Lowe Country: The Songs of Nick Lowe, un àlbum tribut a Nick Lowe, on va fer una versió de la cançó de Lowe de 1994 "Where's My Everything?".
Sexsmith va cantar la veu principal d'una cançó de l'àlbum de Ryan Granville-Martin del 2013, Mouthparts and Wings, que inclou un vocalista diferent a cada cançó.
També va aparèixer a la veu de la cançó de Mel Parsons "Don't Wait" del seu àlbum de 2015 Drylands.

### Escriptura
Sexsmith va publicar un llibre el 16 de setembre de 2017, anomenat Deer Life. Ha estat descrit com un "conte de fades adult" pel mateix Sexsmith. És el primer esforç de l'artista com a autor.

## Vida personal
Sexsmith té dos fills (Christopher i Evelyne) amb la seva parella de fet, Jocelyne. La seva relació de quinze anys va acabar el 2001.
L'esposa de Sexsmith, Colleen Hixenbaugh, també és música. És membre de By Divine Right, la meitat del duo Jack and Ginger, i del duo Colleen and Paul amb Paul Linklater.

## Discografia

### Àlbums
- 1986: There's a Way (casset d'edició pròpia)
- 1991: Grand Opera Lane (Linus Entertainment; produït per Bob Wiseman; amb The Uncool)
- 1995: Ron Sexsmith (Interscope/Warner; produït per Mitchell Froom i Daniel Lanois)
- 1997: Other Songs (Interscope/Warner; Tchad Blake i Mitchell Froom)
- 1999: Whereabouts (Interscope/Warner; Tchad Blake i Mitchell Froom)
- 2001: Blue Boy (Cooking Vinyl; produït per Steve Earle i Ray Kennedy)
- 2002: Cobblestone Runway (Nettwerk; produït per Martin Terefe)
- 2003: Rarities (Linus Entertainment)
- 2004: Retriever (Warner; produït per Martin Terefe)
- 2005: Destination Unknown (V2, amb Don Kerr, llançat com a Sexsmith & Kerr)
- 2006: Time Being (Warner; produït per Mitchell Froom; també publicat el 2007 per Coppertree Records UK en vinil de 180 g)
- 2008: Exit Strategy of the Soul (Yep Roc; produït per Martin Terefe)
- 2011: Long Player Late Bloomer (Thirty Tigers/Cooking Vinyl; produït per Bob Rock)
- 2013: Forever Endeavour (Cooking Vinyl; produït per Mitchell Froom)
- 2015: Carousel One (Compass Records; produït per Jim Scott)[22]
- 2017: The Last Rider (Compass Records)
- 2020: Hermitage (Cooking Vinyl; produït per Don Kerr)
- 2023: The Vivian Line (Cooking Vinyl)

### Altres aportacions
- 1995: For the Love of Harry: Everybody Sings Nilsson - "Good Ol' Desk"
- 1999: Bleecker Street: Greenwich Village als anys 60 - "Reason to Believe"
- 2002: This Is Where I Belong - The Songs of Ray Davies & The Kinks - "This Is Where I Belong"
- 2002: WYEP Live and Direct: Volum 4 - Actuació en directe - "Just My Heart Talking"
- 2002: Maybe This Christmas - "Potser aquest Nadal"
- 2003: Beautiful: A Tribute to Gordon Lightfoot - "Drifters"
- 2004: Beautiful Dreamer - Les cançons de Stephen Foster - "Camrades Fill No Glass for Me"
- 2006: Our Power - "Love Henry" (amb Don Kerr)
- 2008: Northern Songs: el millor i el més brillant del Canadà - "All in Good Time"
- 2008: Redeye 2008 Holiday Sampler - "Alguna cosa a què aferrar-se (At Christmas)"
- 2009: Crayon Angel: un tribut a la música de Judee Sill - "Crayon Angel"
- 2011: Harrison Covered: MOJO presenta un tribut exclusiu a George - "Give Me Love" (CD de 15 cançons regalades gratuïtament amb la revista MOJO número de novembre de 2011)
- 2011: This One's for Him: A Tribute to Guy Clark – "Broken Hearted People"
- 2012: Textuality OST - "Des que no et tinc"
- 2012: Lowe Country: The Songs of Nick Lowe - "Where's My Everything"

### The Kelele Brothers
- Escape from Bover County (Gas Station Recordings)
- Has-Beens & Wives (Gas Station Recordings)